# 甘いKissをしようぜ
「甘いKissをしようぜ」は2000年7月26日に発売された甲斐バンドの39枚目のシングル。

## 概要
オリコン最高87位。
1999年からの甲斐バンド再始動三部作、第三弾シングル。
表題曲はシングルヴァージョン。カップリングは1978年アルバム『誘惑』収録『悲しき愛奴（サーファー）』1996年再結成ライヴヴァージョン。他にタイトル曲の別テイクとTVミックス。カップリングは全てアルバム未収録。
PVも制作された。
フルメンバーでのシングルとしては最後の作品となった。

## 収録曲
1. 甘いKissをしようぜ （Single Version）
作詞：前田たかひろ、作曲：松藤英男
2. 悲しき愛奴（サーファー） （Live from 1996）
作詞・作曲：甲斐よしひろ
3. 甘いKissをしようぜ （DUET Version）
4. 甘いKissをしようぜ （TV Mix）